# Inter-City League
Die Inter-City League war in den Jahren 1978 bis 1982 die höchste Eishockeyliga in Südengland. Sie ging 1982 in der nationalen British Hockey League auf. Rekordmeister sind die Streatham Redskins mit insgesamt drei Titeln.

## Titelträger
- 1978/79: Streatham Redskins
- 1979/80: London Phoenix Flyers
- 1980/81: Streatham Redskins
- 1981/82: Streatham Redskins